# Richard Flink
Richard Martinus Willem Flink (Haarlem, 29 juni 1903 - Rotterdam, 24 juli 1967) was een Nederlands acteur en toneelregisseur. 

## Leven
Hij groeide op in de omgeving van Baarn, alwaar hij het plaatselijk lyceum doorliep. Hij kreeg zijn beroepsopleiding aan de Amsterdamse Toneelschool. In 1924 stond hij voor het eerst op de planken bij het gezelschap Fabricius, dat toen optrad in Theater Heerengracht/Odeon in Den Haag. Vanaf 1926 speelde hij jarenlang bij het Rotterdams Toneel en soortgelijke gezelschappen als Vereenigd Toneel, KVHNT, Saalborn, De Jonge Spelers, Schouwtoneel en weer Rotterdams Toneel (1946-1951), slechts onderbroken door Tweede Wereldoorlog. Hij werd het niet eens met het toneelbestel en richtte in 1951 zijn eigen gezelschap Rotterdamse Comedie op, waarvoor Anna Blaman de scenario’s zou schrijven. Dat kwam niet echt van de grond en Flink probeerde het in Arnhem met Rob de Vries en Kees van Iersel in Toneelgroep Theater. Daarbij verschoof zijn aandacht al snel richting artistieke leiding en regie. Hij keerde echter terug naar Rotterdam, alwaar hij mededirecteur werd. 
Na een stevige ziekte en bijbehorende operatie die hem voor maanden uitschakelde kwam zijn laatste werk tot stand, de regie van Hamlet door het Nieuwe Rotterdams Toneel; Eric Schneider speelde de titelrol. Hij overleed in een Rotterdams ziekenhuis op 64-jarige leeftijd; zijn overlijden was landelijk nieuws. Flink werd in stilte in Loosduinen gecremeerd.  Hij was officier in de Orde van Oranje-Nassau.

## Familie
Hij was zoon van Jacoba Christina van der Ham en spoorwegambtenaar Richard Flink. Hijzelf was vanaf 1929 enkele jaren getrouwd met actrice Mieke Verstraete en was de vader van actrice Mariëtte Flink en acteur Coen Flink.

## Filmografie
- Willem van Oranje (1934)
- Drie weken huisknecht (1944)
- Jeanne d'Arc (1959)
- John Brown (1960)
- Dood van een handelsreiziger (1961)
- Zingend in de wildernis (1963)
- Doornroosje (1959)  (1959)

## Televisieserie
- Maigret (1964)

## Kindertoneelstukken
- De dappere Jan Klaassen (auteur)
- De koning van Zoelve (auteur)